# ザ・ナイト・ビフォア
「ザ・ナイト・ビフォア」（The Night Before）は、ビートルズの楽曲である。イギリスでは1965年8月6日に発売された5作目のイギリス盤公式オリジナル・アルバム『ヘルプ!』に収録された。レノン＝マッカートニー名義となっているが、主な作曲者はポール・マッカートニー。イギリスやアメリカではシングル・カットされなかったが、イタリアではシングル盤『イエスタデイ』のB面曲、日本ではシングルA面曲としてシングル・カットされた。

## 背景・レコーディング
ジョン・レノンは、本作においてピアネットを演奏した。本作のヴァースはコール・アンド・レスポンスの形式が取られており、マッカートニーのリード・ボーカルに対して、レノンとジョージ・ハリスンが「Ah, the night before」というハーモニー・ボーカルを加えている。音楽学者のウォルター・エヴェレットは、ビートルズが本作のテンポを遅くして演奏していた場合、キンクスやアニマルズの楽曲のようになっていた可能性を示している。
ビートルズは、1965年2月17日にEMIレコーディング・スタジオで本作のレコーディングを行った。2テイクでリズム・トラックを完成させたのち、ボーカル、ギター、マラカスをオーバー・ダビングして完成させた。
本作のギターソロについて、音楽評論家のイアン・マクドナルドはマッカートニーの奏法と酷似している点を示し、ケネス・ウォマックは「マッカートニーがギターソロを演奏し、ハリスンはリズムギターをグレッチ・テネシアンで弾いた」と見なしている。実際には、本作のギターソロはハリスンとマッカートニーの2人で演奏しており、後にレノンが「ブレイクは全く同じだけど、それぞれ違うオクターヴで演奏した」と明かしている。

## リリース・評価
「ザ・ナイト・ビフォア」は、イギリスで1965年8月6日に発売されたオリジナル・アルバム『ヘルプ!』及びアメリカで8月13日に発売されたキャピトル編集盤『ヘルプ（四人はアイドル）』のA面2曲目に収録された。イギリスやアメリカではシングル・カットされなかったが、イタリアではシングル盤『イエスタデイ』のB面に収録され、日本ではB面に「アナザー・ガール」を収録したシングル盤としてリカットされたほか、4曲入りEP『恋のアドバイス』にも収録された。その後、1976年に発売されたコンピレーション・アルバム『ロックン・ロール・ミュージック』や、1980年に発売されたコンピレーション・アルバム『リヴァプールより愛を込めて ザ・ビートルズ・ボックス』にも収録された。
2010年に『ローリング・ストーン』誌が発表した「100 Greatest Beatles Songs」で第49位にランクインした。

## クレジット
※出典（特記を除く）
- ポール・マッカートニー - ダブルトラックのボーカル、ベース、リードギター
- ジョン・レノン - エレクトリックピアノ、ハーモニー・ボーカル
- ジョージ・ハリスン - リズムギター[9]、リードギター、ハーモニー・ボーカル
- リンゴ・スター - ドラム、マラカス

## 映画『ヘルプ!4人はアイドル』での使用
映画『ヘルプ!4人はアイドル』では、ソールズベリー平原でレコーディングを行うシーンで使用された。なお、ハリスン作の「アイ・ニード・ユー」のシーンもこの場所で撮影されている。

## ライブでの演奏
ビートルズは、1965年5月26日に行われた最後のBBCラジオセッションで、本作を演奏した。この時の演奏は、同年6月7日にBBCライトプログラムで『The Beatles Invite You to Take a Ticket to Ride』と題されて放送された。
マッカートニーは、2011年7月15日にヤンキー・スタジアムで開催されたライブで本作を演奏した。なお、ライブで本作が演奏されたのは、これが初の例となった。

## カバー・バージョン
- ハービー・マン - 1966年に発売されたアルバム『トゥデイ』に収録[15]。
- ラリー・ライス（英語版） - 1990年に発売されたアルバム『Artesia』に収録[16]。